# Предшестващ човек
Предшестващ човек (Homo antecessor) е изчезнал вид от род Човек, живял преди около 780 – 850 хиляди години. Находките от този вид, се смятат за най-старите известни фосили на хора в Европа, след тези на Homo cepranensis.
Първите останки от Homo antecessor са открити през 1994 – 1995 в Атапуерка, Испания, и принадлежат на шест индивида, като най-добре запазени са тези на десетгодишно момче. Много изследователи смятат, че Homo antecessor е или от същия вид, или пряк предшественик на Homo heidelbergensis, който обитава Европа преди 600 – 250 хиляди години. Според някои хипотези той е последният общ предшественик на Homo neanderthalensis и Homo sapiens.
Данните за физиологията на Homo antecessor са оскъдни. Предполага се, че е с ръст 165 – 180 cm, като мъжките тежат около 90 kg. Обемът на мозъка му е 1000 – 1140 cm3. Видът изглежда произлиза от разпространения в Африка вид Homo ergaster, който има сходни морфологични характеристики